# كارستن أرينس
كارستن أرينس (بالألمانية: Carsten Arriens) مواليد 11 أبريل 1969 في فرانكفورت، هو لاعب كرة مضرب ألماني سابق بدأ مسيرته كمحترف سنة 1991 وكان يلعب باليد اليمنى. أعلى تصنيف له في الفردي كان المركز الـ 109 في سنة 1993.

## النهائيات

### الفردي: 1 (1–0)
| الحصيلة | الرقم | السنة | الدورة            | الأرضية | المنافس في النهائي | النتيجة في النهائي |
| ------- | ----- | ----- | ----------------- | ------- | ------------------ | ------------------ |
| الفوز   | 1.    | 1992  | جواروجا، البرازيل | صلبة    | أليكس كوريتخا      | 7–6(7–5), 6–3      |

## روابط خارجية
- كارستن أرينس على موقع رابطة محترفي التنس (الإنجليزية)
- كارستن أرينس على موقع الاتحاد الدولي لكرة المضرب (الإنجليزية)
- كارستن أرينس على موقع كأس ديفيز (الإنجليزية)
- كارستن أرينس على موقع خلاصة التنس.كوم (الإنجليزية)